# Jouques
Jouques – miejscowość i gmina we Francji, w regionie Prowansja-Alpy-Lazurowe Wybrzeże, w departamencie Delta Rodanu.
Według danych na rok 1990 gminę zamieszkiwały 3062 osoby, a gęstość zaludnienia wynosiła 38 osób/km² (wśród 963 gmin regionu Prowansja-Alpy-W. Lazurowe Jouques plasuje się na 198. miejscu pod względem liczby ludności, natomiast pod względem powierzchni na miejscu 62.).